# Azkoitia
Azkoitia település Spanyolországban, Gipuzkoa tartományban. Azkoitia Elgoibar, Mendaro, Deba, Azpeitia, Zumarraga, Antzuola és Bergara községekkel határos. Lakosainak száma 11 697 fő (2024).

## Népesség
A település lakosságának változását az alábbi diagram mutatja:
| Lakosok száma | 10 225 | 10 345 | 10 641 | 11 266 | 11 417 | 11 480 | 11 587 | 11 633 | 11 657 | 11 697 |
|               | 2001   | 2004   | 2006   | 2009   | 2011   | 2014   | 2016   | 2019   | 2021   | 2024   |